# Manuel Monteiro de Castro
Manuel Monteiro de Castro GCC • GCSE • GCIH (Guimarães, Santa Eufémia de Prazins, 29 de março de 1938) é um cardeal português. Após uma longa carreira diplomática ao serviço da Santa Sé, tendo sido Núncio Apostólico em diversos países, foi nomeado Secretário da Congregação dos Bispos e Secretário do Colégio de Cardeais em 2009. Em 5 de Janeiro de 2012 foi nomeado Penitenciário-Mor do Supremo Tribunal da Penitenciária Apostólica. 
A 18 de Fevereiro foi elevado a Cardeal pelo Papa Bento XVI, tendo sido criado Cardeal-Diácono de São Domingos de Gusmão a 22 de Abril do mesmo ano. Durante a Sede Vacante de 2013, que se seguiu à renúncia do Papa Bento XVI, manteve-se em plenas funções por ser um dos poucos cargos da Cúria Romana que não perdem o cargo com o fim do pontificado do Papa que os nomeou, e nessa qualidade participou no Conclave que elegeu o Papa Francisco. Cessou funções no Supremo Tribunal da Penitenciária Apostólica a 21 de Setembro de 2013, tendo desde então o título de Penitenciário-Mor Emérito.
Tal como é tradição, transcorridos 10 anos como Cardeal-Diácono, a 4 de Março de 2022 foi elevado pelo Papa Francisco à dignidade de Cardeal-Presbítero, com o título de Cardeal-Presbítero de São Domingos de Gusmão pro hac vice.

## Formação académica e eclesiástica
Estudou filosofia e teologia na Arquidiocese de Braga. Foi ordenado presbítero pelo arcebispo António Bento Martins Júnior a 9 de julho de 1961 e posteriormente ingressou na Pontifícia Universidade Gregoriana em Roma, onde obteve o doutoramento em Direito Canónico em junho de 1967. Durante este período foi formado em diplomacia pela Pontifícia Academia Eclesiástica. Em fevereiro de 1969 tornou-se advogado do Tribunal da Rota Romana.

## Carreira na diplomacia eclesiástica
Entrou no serviço diplomático da Santa Sé em 1967. Foi nomeado Capelão de Sua Santidade a 1 de julho de 1968. Foi secretário das nunciaturas do Panamá (1967–1969), Guatemala (1969–1972), Vietname e Camboja (1972–1975), Austrália (1975–1978) e México (1978–1981). Regressou a Roma onde ficou na Segunda Secção da Secretaria de Estado de junho a novembro de 1981. Foi promovido a Prelado de Honra de Sua Santidade em 1 de julho de 1981. Nesse ano foi nomeado conselheiro da nunciatura na Bélgica, onde permaneceu até 1985.

### Episcopado
Em 16 de fevereiro de 1985 foi nomeado arcebispo titular de Benevento e pronúncio para os países das Índias Ocidentais que tinham relações diplomáticas com a Santa Sé, onde se incluíam as Bahamas, Barbados, Belize, República Dominicana, Granada, Jamaica, Santa Lúcia e Trinidad e Tobago, e delegado apostólico para os restantes territórios como as ilhas Turks e Caicos e as Antilhas Holandesas. A sua ordenação episcopal decorreu a 23 de março de 1985 na Basílica do Sameiro, foi presidida pelo cardeal Agostino Casaroli, então secretário de estado do Vaticano, e teve como co-ordenantes os arcebispos Eurico Dias Nogueira e Júlio Tavares Rebimbas.
A 31 de Julho de 1985, foi agraciado com a Grã-Cruz da Ordem do Infante D. Henrique.
Decorridos dois anos, quando a Antígua e Barbuda estabeleceu relações diplomáticas com o Vaticano, permaneceu por lá como pronúncio, em vez de delegado apostólico. Foi nomeado Núncio Apostólico para El Salvador e para as Honduras a 21 de agosto de 1990, resignando a este último posto a 12 de abril de 1991. Em 2 de fevereiro de 1998 foi transferido para a África do Sul e com responsabilidades na Namíbia e Essuatíni. A 7 de março seguinte foi nomeado Núncio Apostólico para o Lesoto. Em 2000 tornou-se Núncio Apostólico para Espanha e Andorra e como tal, teve um papel importante nas relações entre a igreja católica espanhola e o governo espanhol, principalmente durante a liderança de José Luis Rodríguez Zapatero, enquanto presidente do governo espanhol.
A 18 de Setembro de 2002, foi agraciado com a Grã-Cruz da Ordem Militar de Cristo.

## Secretário da Congregação para os Bispos
Em 3 de julho de 2009 foi nomeado secretário da Congregação para os Bispos por Bento XVI, substituindo o arcebispo Francesco Monterisi, que tinha sido nomeado no mesmo dia para arcipreste da Basílica de S. Paulo Fora dos Muros. É o órgão responsável pela nomeação de bispos para as dioceses de Rito Romano, com exceção para as dioceses de missão, para as nomeações que dependem de uma consulta ao governo no país em causa ou às nomeações da responsabilidade da Congregação para as Igrejas Orientais (responsáveis pelo Médio Oriente e Grécia), correspondendo assim a uma grande maioria das dioceses existentes. Tradicionalmente o secretário da Congregação para os Bispos é também ele secretário do Colégio Cardinalício, e como tal, Monteiro de Castro foi nomeado para este cargo a 21 de outubro de 2009. É também consultor da Congregação para a Doutrina da Fé.
A 11 de Maio de 2010, foi agraciado com a Grã-Cruz da Ordem Militar de Sant'Iago da Espada.

## Penitenciária Apostólica
A 5 de janeiro de 2012 foi nomeado Penitenciário-mor do Supremo Tribunal da Penitenciária Apostólica, substituindo o cardeal Fortunato Baldelli que tinha atingido o limite de idade de 75 anos em 2010. A Penitenciária Apostólica é um dos 3 tribunais da Cúria Romana e restringe-se a matérias do foro interno, indulgências, sanções, dispensas ou absolvições.

### Cardinalato
No dia seguinte, a 6 de janeiro de 2012 foi anunciado que seria criado cardeal no consistório de 18 de fevereiro. Assim foi nesse dia, criado cardeal-diácono de São Domingos de Gusmão, diaconia recém instituída por Bento XVI. Em 21 de abril de 2012 foi nomeado membro do Pontifício Conselho para a Pastoral dos Migrantes e Itinerantes, da Congregação para as Causas dos Santos e da Congregação para os Bispos.
Em 4 de março de 2022, durante Consistório para canonizações, realizou o optatio e passou para a ordem dos cardeais-presbíteros, mantendo sua diaconia pro hac vice.

## Posições éticas e sociopolíticas

### Casamento homossexual
Monteiro de Castro foi citado na imprensa pela sua posição sobre o casamento homossexual. Em maio de 2004 dirigiu-se a uma conferência de bispos espanhóis dizendo que as uniões homossexuais não poderiam ser definidas como casamentos, mas que seriam, no mínimo, dignas de compaixão.